# ДНК-фотолиаза
ДНК-фотолиа́за (от греч. φωτος — свет и греч. λύνω — ослаблять, развязывать) — один из ферментов (шифр КФ 4.1.99.3)  репарации ДНК (класс лиазы), активация которого происходит под действием видимого света. ДНК-фотолиаза удаляет фотопродукты и пиримидин-пиримидиновые димеры, образующиеся в молекуле ДНК под действием коротковолнового УФ-излучения. Процесс, в котором участвует фермент, называется фотореактивацией. Такие фотореактивирующие ферменты имеются у бактерий и низших эукариотических организмов, но в клетках млекопитающих они не обнаружены.

## Строение
ДНК-фотолиаза кишечной палочки (Escherichia Coli) имеет молекулярную массу 54 кДа. В качестве кофактора, как и у всех фотолиаз выступает ФАД и дополнительный хромофор в качестве светособирающей антенны. Фермент действует путём переноса электронов, в которой восстановлённый ФАДН- активируется световой энергией и действует в качестве донора электронов, необходимого для того, чтобы разорвать пиримидиновый димер.

## Механизм действия

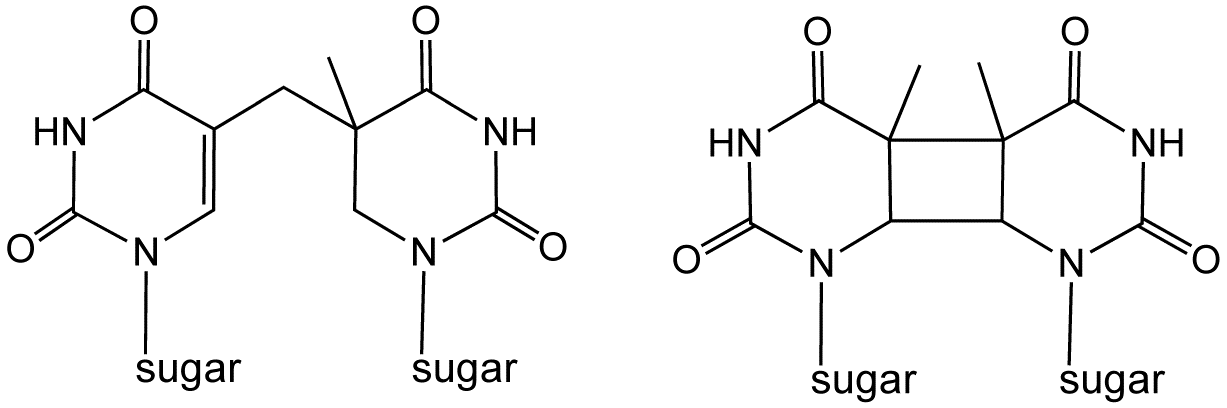
Слева: 6,4-фотопродукт (6,4-PP). Справа: циклобутановый димер (CD).

При облучении ДНК ультрафиолетовым светом в ней образуются либо циклобутановые димеры между соседними пиримидиновыми основаниями, либо пиримидиновые фотопродукты, такие как 6,4-PP. Такие соединения блокируют репликацию ДНК, и для сохранения жизнеспособности клетки их необходимо удалить. Один из способов удаления пиримидиновых димеров состоит в ферментативном превращении их в мономеры при освещении видимым светом в диапазоне длин волн 300—600 нм. ДНК-фотолиаза образует стабильный комплекс с пиримидиновым димером и, используя энергию поглощённого им света, разрушает димер без разрыва цепей ДНК.

## Нахождение в природе
Фотолиазы были найдены у прокариот, эукариот (простейшие, плесневые грибы (дрожжи) и некоторые виды насекомых и высших животных) и архей. У человека, как и у многих высших животных, они отсутствуют.